# Canan Kaftancıoğlu
Canan Kaftancıoğlu, née le 3 février 1972, est une médecin légiste et femme politique turque, membre et responsable du Parti républicain du peuple pour la province d’Istanbul. Elle s'est principalement illustrée lors des élections municipales turques de 2019, lors desquelles elle est considérée comme le principal artisan de la victoire à Istanbul du candidat d'opposition, Ekrem İmamoğlu, alors que la plus grande ville de Turquie était tenue depuis 15 ans par l'AKP, le parti au pouvoir,.

## Biographie
Fille d'un instituteur et d'une mère au foyer, Canan Kaftancıoğlu est née le 3 février 1972 dans une famille modeste de la province d'Ordu,,. Après des études de médecine à l'université d'Istanbul (sa thèse porte sur la torture), elle travaille aux urgences de l’hôpital de Sivas, avant de se spécialiser dans la médecine légale. Son mari, également médecin, est le fils du journaliste et écrivain Umit Kaftancıoğlu, assassiné en 1980. Le couple a une fille. 
En parallèle de sa carrière, Canan Kaftancıoğlu, s'engage en faveur des droits de l'homme, notamment contre la torture et les assassinats politiques, pour les droits des femmes, et en faveur de la fin du conflit kurde dans l'Est de la Turquie,,. Elle se lance également en politique, un choix qu'elle justifie par « en tant que médecin, je ne peux pas changer mon pays ». 
Passionnée de moto, elle se démarque par ses positions particulièrement progressistes au regard de la domination d'opinions conservatrices dans la société turque, défendant notamment des idées de gauche, féministes, et pro-LGBTQ,.

## Parcours politique
Canan Kaftancıoğlu milite d’abord au sein de la Fondation des droits humains de Turquie (en) (TIHV). En 2011 elle commence à travailler pour le CHP à Istanbul en tant que responsable de la presse, de la culture et des communications, puis devient vice-présidente de la branche d'Istanbul en 2012. Elle se montre en affinité avec la ligne laïque du parti de Mustafa Kemal Atatürk, mais se démarque de sa ligne nationaliste qui se traduit chroniquement par une hostilité envers les minorités ethniques et religieuses, allant jusqu'à reconnaître le génocide arménien. Elle déclare notamment : « Je refuse de dire que nous sommes les soldats d’Atatürk. Nous sommes ses camarades. ».
Lors du mouvement protestataire de 2013 contre l'autoritarisme du gouvernement turc, elle s'indigne des violences policières après la mort d'un jeune garçon frappé par un tir.
Elle affiche par la suite son soutien aux universitaires limogés dans le cadre des purges initiées par le gouvernement à partir de 2016, et à des ouvrières d'une usine Yves Rocher,  licenciées pour s'être syndiquées.
Après avoir milité plusieurs années au sein du parti d'opposition laïc « CHP » (Parti républicain du peuple), elle est élue à la présidence de la branche stambouliote en janvier 2018, et devient la première femme à occuper ce poste. Dans la foulée de son élection, le gouvernement turc s'inquiète de la notoriété croissante de l'opposante, et cherche des motifs de l'inculper pour terrorisme.

## Élections municipales à Istanbul en 2019

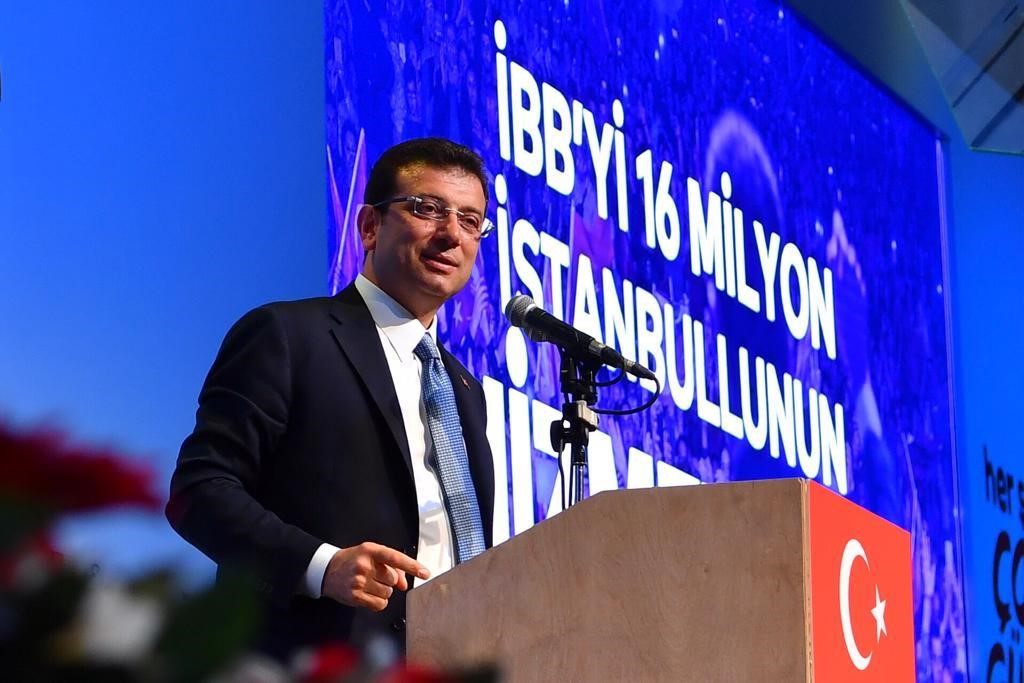
Ekrem İmamoğlu, en meeting pendant les élections municipales d'Istanbul en 2019

En 2019, Canan Kaftancıoğlu est l'architecte de la campagne du candidat d'opposition Ekrem İmamoğlu, à la mairie d'Istanbul.  Sa tâche est difficile, dans un contexte où l'écrasante majorité des médias turcs, contrôlés par le gouvernement, sont utilisés comme outil de campagne au service des candidats issus du parti au pouvoir,.
Sous la direction de Kaftancioglu, Ekrem Imamoglu adopte une nouvelle approche, baptisée une stratégie inclusive de mains tendues vers les groupes marginalisés, antithèse du style féroce de polarisation et d'antagonisme de l'AKP. Imamoglu a notamment récité une prière dans une mosquée, geste rare pour un politicien du parti laïc CHP, d'élargir sa stratégie inclusive aux musulmans pieux traditionnellement acquis à l'AKP. Avec des craintes élevées de fraudes, le parti s'est appuyé sur ses militants pour organiser un système de surveillance et protection de dépouillement des bulletins de vote.
Le 31 mars, Ekrem İmamoğlu remporte l'élection contre le candidat de l'AKP, l'ex-Premier ministre Binali Yildirim, avec une avance infime de 15 000 voix, au regard de la taille de la mégalopole (16 millions d'habitants). À la suite de cette courte défaite, le gouvernement turc dénonce des irrégularités dans le scrutin et parvient à obtenir l'annulation du résultat par le Haut-comité électoral de Turquie, qui organise de nouvelles élections le 23 juin.
En avril 2019, le chef du Parti républicain du peuple, Kemal  Kilicdaroglu, est agressé par des neuf personnes dont un membre de l'AKP.  Canan Kaftancioglu incrimine la polarisation de la société turque et une « mentalité qui encourageant les assaillants ».
Le 23 juin 2019, Ekrem İmamoğlu est de nouveau élu, cette fois avec une nette avance de plus de 800 000 voix. 
Cette élection est lourde de conséquences dans le paysage politique turc, étant un revers majeur pour le gouvernement et faisant pour la première fois du CHP une d'alternative crédible au pouvoir en place.

## Procès et condamnation
En septembre 2019, Canan Kaftancıoğlu est condamnée à près 10 ans de prison pour « propagande terroriste » et « insulte au chef de l’État » en raison de ses prises de position contre le gouvernement lors des manifestations de 2013. Ses partisans dénoncent un « procès politique ».
Lors de sa comparution, des centaines de personnes se rassemblent devant le tribunal pour manifester leur soutien, tandis qu'une campagne se forme sur les réseaux sociaux avec le hashtag #TurkiyeSeninleCananBaskan (La Turquie est avec vous cheffe Canan). Le nouveau maire d'Istanbul Ekrem İmamoğlu vient lui aussi assister à l'audience pour soutenir sa collaboratrice.
Dans une allocution devant le palais de justice, Canan Kaftancioglu déclare : « Ce procès vise à me punir pour avoir livré bataille afin de rendre Istanbul au peuple. Je ne me tairai pas, je vais continuer de me battre. Ils croient pouvoir nous effrayer, mais nous continuerons de parler. ».
Elle considère également que le gouvernement islamo-conservateur veut lui faire payer son ambition politique en tant que femme, alors que celui-ci cherche à imposer une domination patriarcale sur la société turque.
En juin 2020, sa condamnation est confirmée en appel, mais Canan Kaftancıoğlu est laissée libre dans l'attente d'un éventuel pourvoi en cassation.

## Élection présidentielle turque de 2023
En mai 2023, entre les deux tours de l'élections présidentielles qui le placent en ballottage défavorable contre le président sortant candidat à sa réélection Recep Tayyip Erdoğan, le candidat du parti républicain du peuple Kemal Kiliçdaroglu engage Canan Kaftancioglu et la place à la tête de son équipe de campagne.